# Studio teologico accademico Bressanone
Lo studio teologico accademico Bressanone offre i due indirizzi di studio: teologia cattolica e l'indirizzo Indirizzo pedagogico-didattico (ISSR) È in collaborazione con la facoltà teologica dell'università di Innsbruck.
Lo scopo dello studio teologico accademico è la formazione di coloro che si avviano al sacerdozio, al diaconato, all'insegnamento della religione cattolica nelle scuole e tutti coloro che intendono operare nei vari ambiti della pastorale.

## Storia
Lo studio teologico accademico nasce assieme al Seminario maggiore di Bressanone rifacendosi al regolamento degli studi per la formazione presbiterale del Concilio di Trento. Nel 1603 si tenne un sinodo diocesano con l'intento di portare le disposizioni del concilio nella diocesi di Bressanone. Venne fondato il 19 novembre 1607 (divenendo così la più antica facoltà del Tirolo) ed ebbe come prima sede l'odierno “Cassianeum”, finché attorno al 1764 fu eretta la sede attuale che rimane pressoché invariata fino a una sistematica ristrutturazione e adattamento nel 1990. L'attività fu interrotta durante l'occupazione bavarese nel periodo napoleonico Nella seconda metà del XIX secolo lo studio teologico veniva annoverato tra i più conosciuti istituti di formazione teologica dell'intero Impero asburgico. L'annessione all'Italia di parte del Tirolo dopo la prima guerra mondiale portò a un profondo cambiamento del panorama culturale, che culminò con il riadattamento dei confini diocesani del 1964. In quella circostanza i seminaristi e alcuni professori della parte tedesca della diocesi di Trento giunsero a Bressanone.
Negli anni 1974-1976 si svolsero delle trattative con la facoltà di teologia dell'università di Innsbruck e con i ministeri competenti del governo federale austriaco. Il curriculum di studi assolto a Bressanone veniva riconosciuto dalla facoltà di teologia dell'università di Innsbruck in base a un'omologazione dei piani di studio.
Dal 1976 si tengono corsi per la formazione degli insegnanti di religione. Nell'anno 1991 venne istituito l'istituto superiore di scienze religiose. Il titolo che ne consegue abilita in Italia all'insegnamento della religione cattolica nelle scuole di ogni ordine e grado. Tale titolo è conseguibile in lingua italiana nella sezione esterna di Bolzano. Nello stesso anno la congregazione per l'educazione cattolica ha eretto lo Studio Teologico di Bressanone come Centro Accademico di diritto pontificio con il titolo di Studium Theologicum Academicum Brixinense, conferendogli la facoltà di rilasciare il grado accademico di baccalaureato.
Lo studio teologico accademico è collegato in rete con la facoltà teologica del Triveneto Nel 2002 è stato stilato un accordo di cooperazione scientifica con la Libera Università di Bolzano. Dall'anno accademico 2005-2006 l'Istituto Teologico del Seminario di Trento è stato annesso allo studio teologico accademico Bressanone quale sede staccata.

## Biblioteca
La biblioteca dello studio accademico è specializzata in filosofia e teologia e nelle discipline ad esse collegate. La biblioteca nasce assieme allo studio accademico stesso nel 1607. Inizialmente era inserita nella sede del Seminario maggiore e con questo si trasferì nella sede attuale, la cui costruzione è cominciata nel 1764. Le sale predisposte ad accogliere la biblioteca furono terminate nel 1772, la cosiddetta biblioteca antica, in splendido stile barocco. In essa si riversarono le biblioteche private di molti principi vescovi di Bressanone. In particolare va ricordato Nicola Cusano. Con il tempo la biblioteca andò occupando più sale fino all'attuale disposizione dopo i lavori di aggiunta di aule e locali per la biblioteca nel 1990.
La biblioteca dello studio teologico accademico è in collaborazione con la biblioteca dell'EURAC, con la Biblioteca della Libera Università di Bolzano, con la biblioteca dell'Istituto Ladino "Micurà de Rü", la biblioteca dell'ufficio per l'integrazione europea e con quella dell'Istituto Pedagogico per il gruppo linguistico tedesco di Bolzano. Inoltre partecipa al progetto della Fondazione Cassa di Risparmio di Bolzano: censimento delle biblioteche storiche.
Mentre la biblioteca nuova è aperta al pubblico, quella antica no, ma può essere visitata su richiesta.